# Кси Персея
Кси Персея, (ξ Персея, Xi Persei, сокращ. Xi Per, ξ Per), также имеющая собственное имя — Менкиб (англ. Menkib) — звезда в созвездии Персея. Из измерений параллакса, полученных во время миссии Hipparcos, известно, что звезда удалена примерно на 1 200 св. лет (380 пк) от Солнца. Звезда имеет видимую звёздную величину +4.04m.

## Имя звезды
ξ Persei (латинизированный вариант лат. Xi Persei) является обозначением Байера.
Кси Персея носит традиционное название Менкиб (англ. Menkib, Menchib, Menkhib). Название Al Mankib, от Mankib al Thurayya происходит из арабского языка и означает «плечо» (имеется в виду Плеяд), поскольку звезда расположена недалеко от скопления.
В 2016 году Международный астрономический союз организовал Рабочую группу при МАС по звёздным именам (WGSN) для каталогизации и стандартизации имён собственных звёзд. WGSN утвердила название Menkib для этой звезды 12 сентября 2016 года, и теперь оно включено в Список утверждённых МАС звёздных имён.
В китайской астрономии, звезда относится к созвездию 卷舌 (Juǎn Shé) (Juǎn Shé), что означает «Мужская голова», а также к астеризму «Свёрнутый жёлобом язык», внутри созвездия «Мужская голова», состоящему из Кси Персея, Ню Персея, Эпсилон Персея, Дзета Персея, Омикрон Персея и 40 Персея. Соответственно, сама Кси Персея известна как 卷舌三 (Juǎn Shé sān, "Третья звезда свёрнутого жёлобом языка»).

## Свойства
Кси Персея — голубой гигант спектрального типа O7.5III. В настоящее время звезда излучает почти в 12 700 раз больше энергии, чем Солнце. Её абсолютная звёздная величина −5.50m. Если учесть ультрафиолетовое излучение, которое исходит от звезды, её болометрическая светимость в 263 000 раз больше, чем у Солнца. Для того чтобы получить то же количество энергии, что и мы на Земле, орбита нашей планеты должна быть в 15 раз больше, чем расстояние от Плутона до Солнца.
Менкиб немного нестабилен: он меняет свою яркость примерно на пять процентов, а также с него истекает мощнейший звёздный ветер, в результате чего он теряет около одной миллионной солнечной массы в год, что в десять миллионов раз превышает скорость солнечного ветра.
Звезда имеет массу около 30 солнечных и эффективную температуру около 35 000 К что делает её одной из самых горячих звёзд, которую можно увидеть невооружённым глазом. Звезда светит сине-белым светом, её кажущаяся слабость вызвана сочетанием большого расстояния до неё и поглощением света межзвёздной пылью в Млечном Пути, которая сокращает его блеск примерно вдвое.
Менкиб почти наверняка окончил термоядерный синтез c участием водорода и, возможно, даже начал «сжигать» гелий, потеряв около 10 процентов своей первоначальной массы. Ему всего 7 миллионов лет, и единственное, что ему осталось — это взорваться, как сверхновая звезда где-то в течение следующего миллиона лет или около того. К счастью для нас, такие звезды очень редки, и поблизости их нет.
Менкиб, как и Наос, также является одной из немногих «убегающих» звёзд. По причинам, все ещё неясным, он с большой скоростью проносится от своего места рождения в группе, известной как «ассоциация Персей OB2» (которая содержит в себе сестринскую звезду Аттик) с ускорением, вызванным либо близкой встречей с другой звездой, либо взрывом ныне мёртвого и ещё более массивного компаньона. Сам Менкиб также является спектрально-двойной звездой и имеет спутника: гораздо меньшую звезду, о которой ничего не известно, на 7-дневной орбите (6,951 д.).
Эмиссионная туманность Калифорния (NGC 1499) светится под действием излучения этой звезды.